# Malicorne (album 1974)
Malicorne (pubblicato anche con i titoli: Malicorne I o Colin) è il primo album dei Malicorne, pubblicato dalla Hexagone Records nel 1974. Il disco fu registrato nella primavera del 1974 all'Acusti Studios.

## Tracce
Brani tradizionali (tranne dove indicato), arrangiamento e adattamento: Malicorne
Lato A
1. Colin – 0:56
2. Dame Lombarde – 3:04
3. La Pernette – 7:01 (Gabriel Yacoub)
4. Les filles sont volages - Ronde – 3:16
5. La fille soldat – 3:58

Lato B
1. Landry – 4:01
2. Le Chant des livrées – 2:59
3. Bourrée – 2:30
4. Réveillez-vous belle endormie/Branle poitevin – 3:43
5. Le Deuil d'amour – 5:38
6. Colin (Reprise) – 0:53

## Musicisti
- Gabriel Yacoub - chitarra acustica, chitarra elettrica, spinetta dei vosgi (zither), voce
- Gabriel Yacoub - arrangiamenti (brano: A3)
- Marie Yacoub - dulcimer elettrico, bouzouki, ghironda, voce
- Hughes De Courson - chitarra elettrica, basso, cromorno, percussioni, voce
- Laurent Vercambre - violino, viola, bouzouki, salterio (bowed), harmonium, mandolino, voce
- Malicorne - arrangiamenti (tranne brano: A3)[2]